# 路易·马克·安托万·德·诺瓦耶

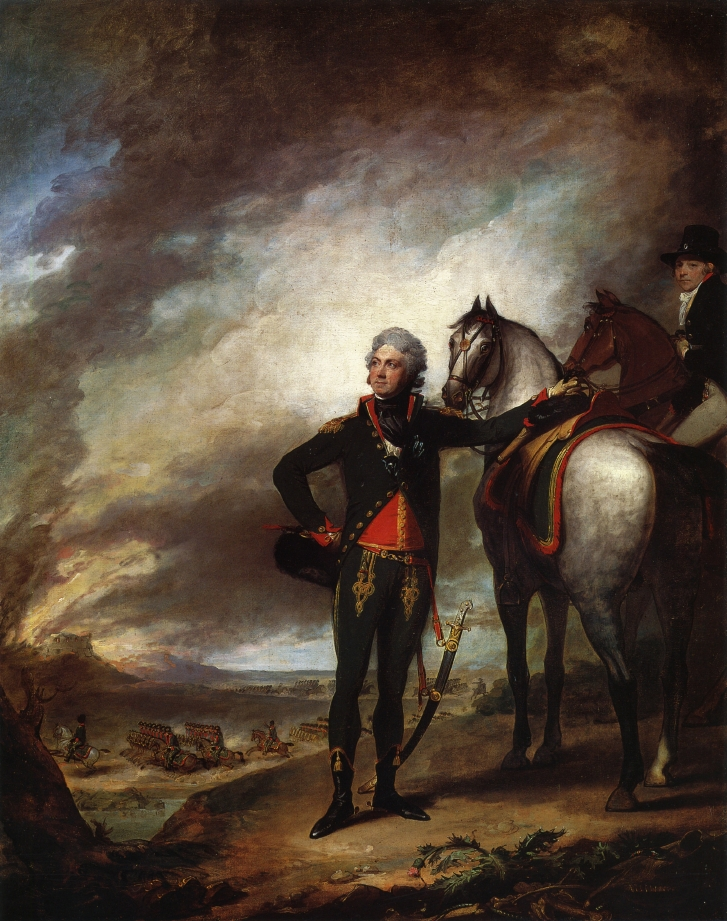
路易·马克·安托万·德·诺瓦耶，诺瓦耶子爵

路易·马克·安托万·德·诺瓦耶，诺瓦耶子爵（Louis Marc Antoine de Noailles, vicomte de Noailles，1756年4月17日—1804年1月9日），法國诺瓦耶公爵的顯赫成員。穆希公爵菲利普·德·诺瓦耶的次子。军人和政治家。
他居留美國時曾在连襟拉斐德侯爵手下出色地服役，1781年他是结束约克镇围城战役，并接受英军投降的官员。1789年当选三级会议的代表，在1789年8月4日在法国大革命其间，他开始著名的"狂欢纵欲"， 当米拉波中止时，当所有特权被废除，1790年6月他和艾吉永公爵推荐废除头衔和制服。
随后他移居到美国，成为费城宾厄姆银行的合伙人，他很成功，可能生活得很好，他没接受在圣多明戈罗尚博伯爵的命令反对英国。他发了出名的圣尼古拉Môle St Nicholas辩护，逃脱警卫部队到古巴。
但在途中他的船遭遇英国护卫舰，在长时间交战后他受严重地伤，由于他的创伤1804年1月9日在哈瓦那去世。